# Iliria

Obszar Ilirii wraz z rozmieszczeniem tamtejszych plemion

Iliria (łac. Illyria, Illyricum) – starożytna kraina nad Morzem Adriatyckim, obejmująca mniej więcej tereny obecnej Chorwacji, Bośni i Hercegowiny, Czarnogóry, Serbii, Albanii i Macedonii Północnej. 
Appian umiejscawia ludy Ilirii powyżej Macedonii i Tracji, aż po Dunaj, Morze Jońskie i podnóże Alp. Kraj swoją nazwę wziął od Iliriusza, syna Polifema.
Kolonizowana przez Greków w VII i VI wieku p.n.e. Niezależne królestwo powstało w 380 p.n.e., natomiast w 168 p.n.e. zostało ono podbite przez Rzymian i stało się rzymską prowincją Illyricum. Według rzymskich pomiarów kraj ten miał 6000 stadiów długości i około 1200 stadiów szerokości.

## Zobacz też

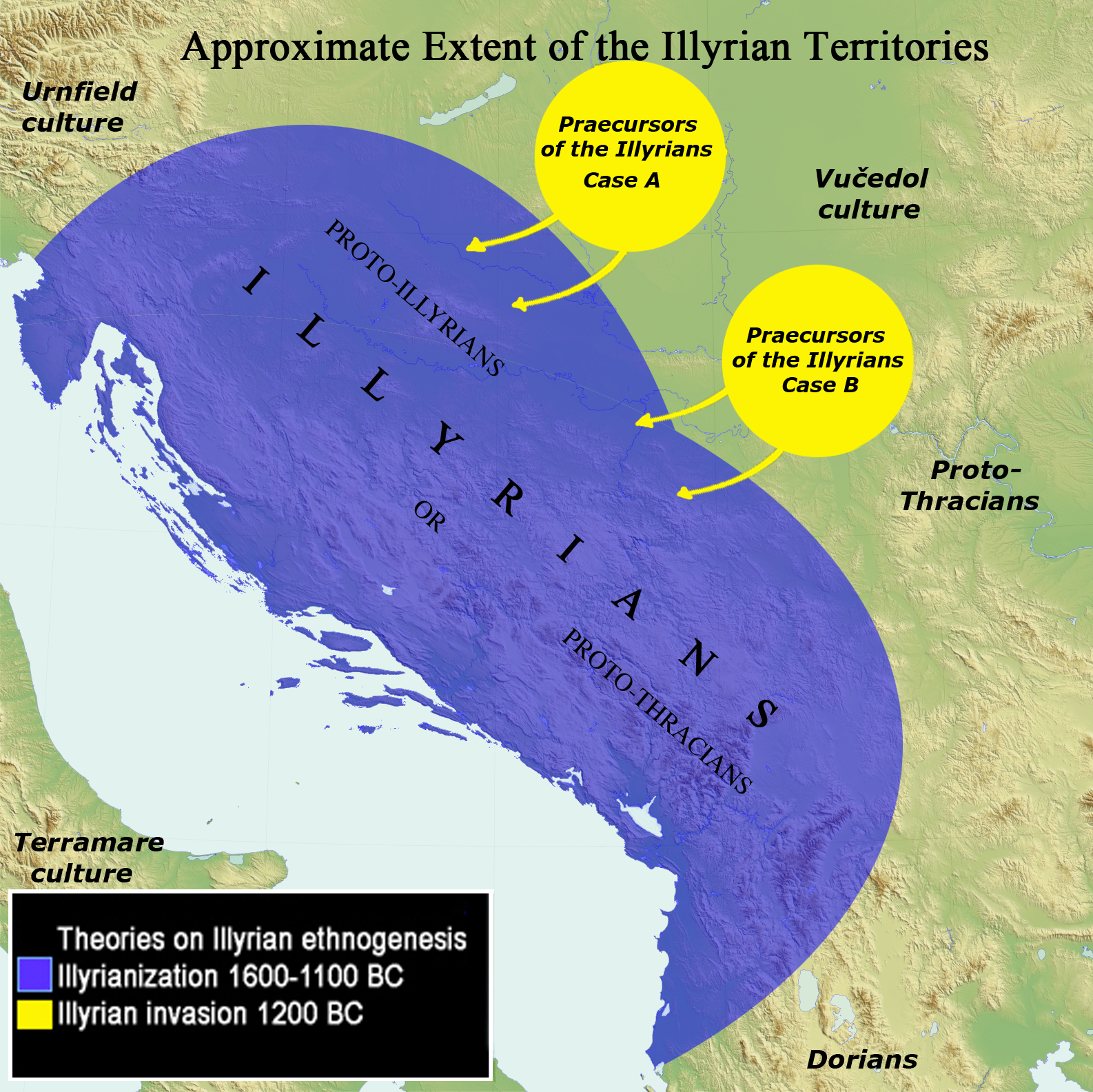
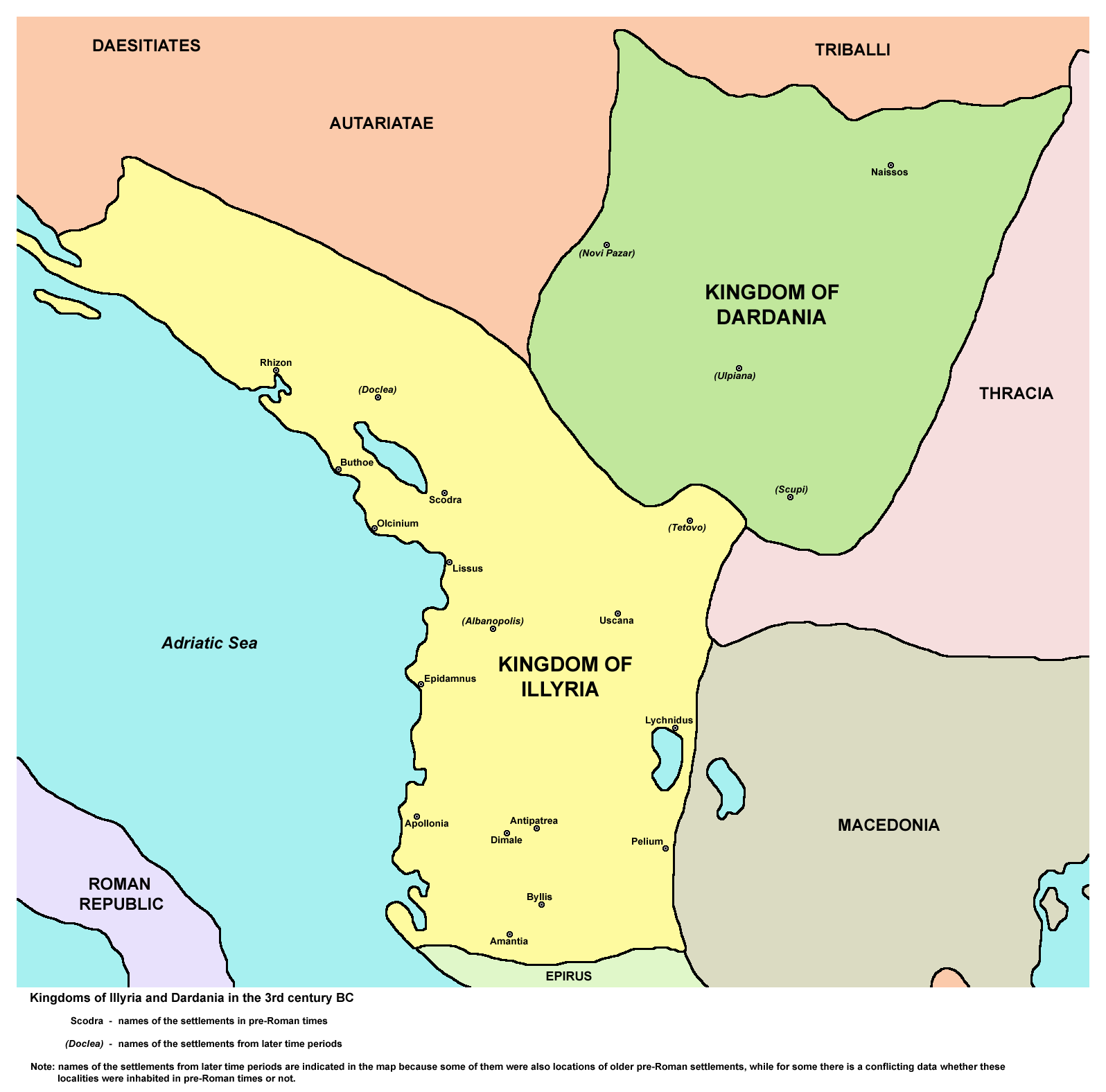
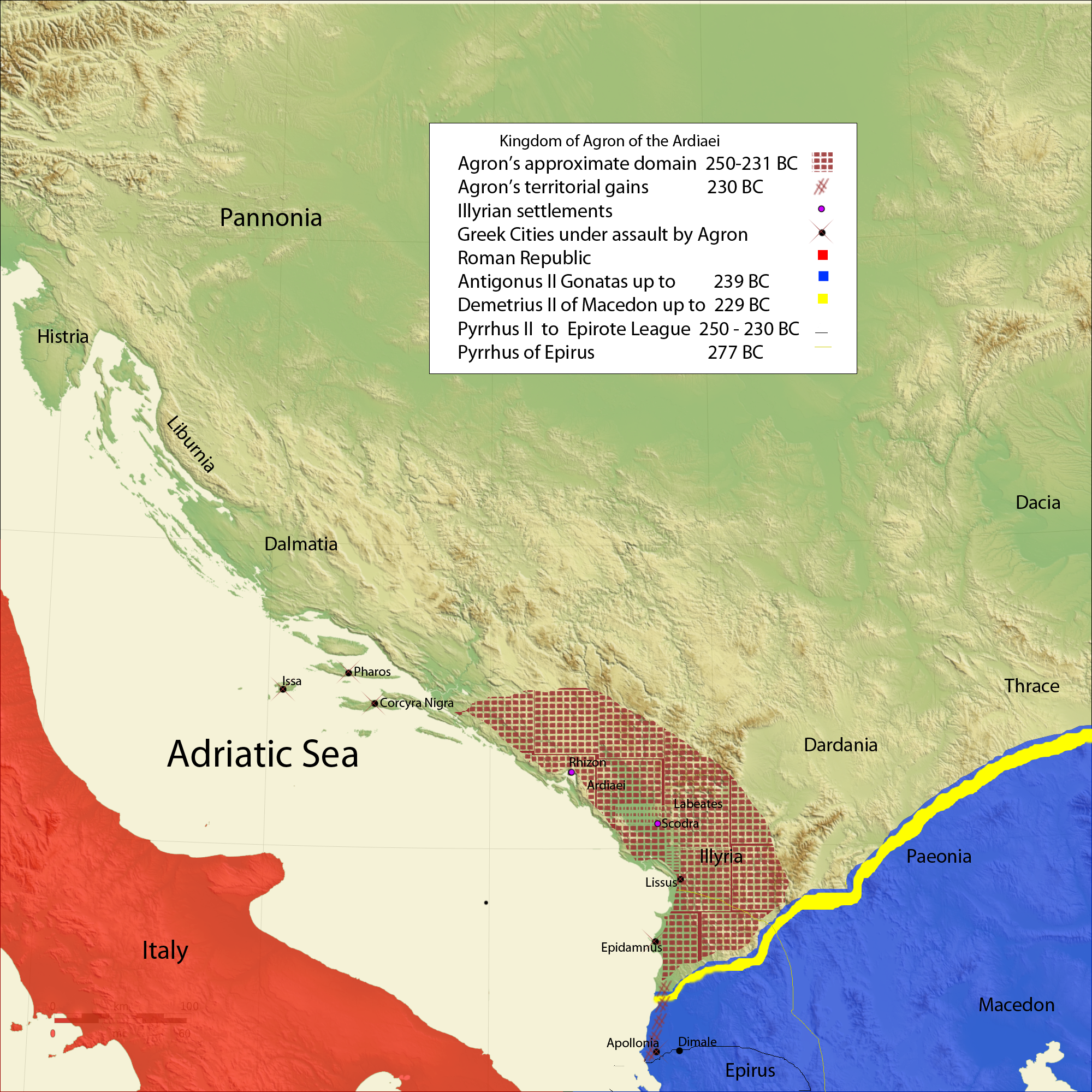
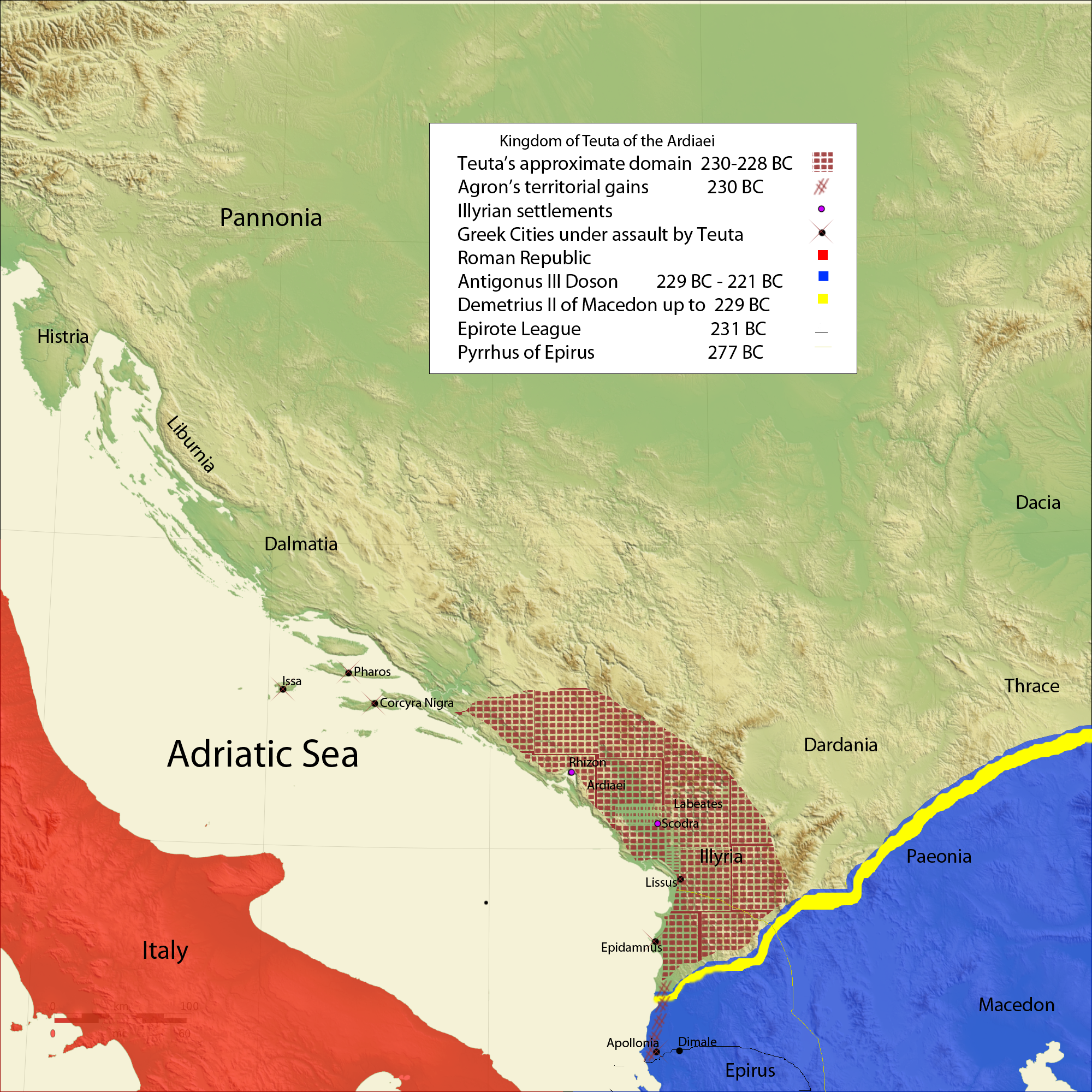
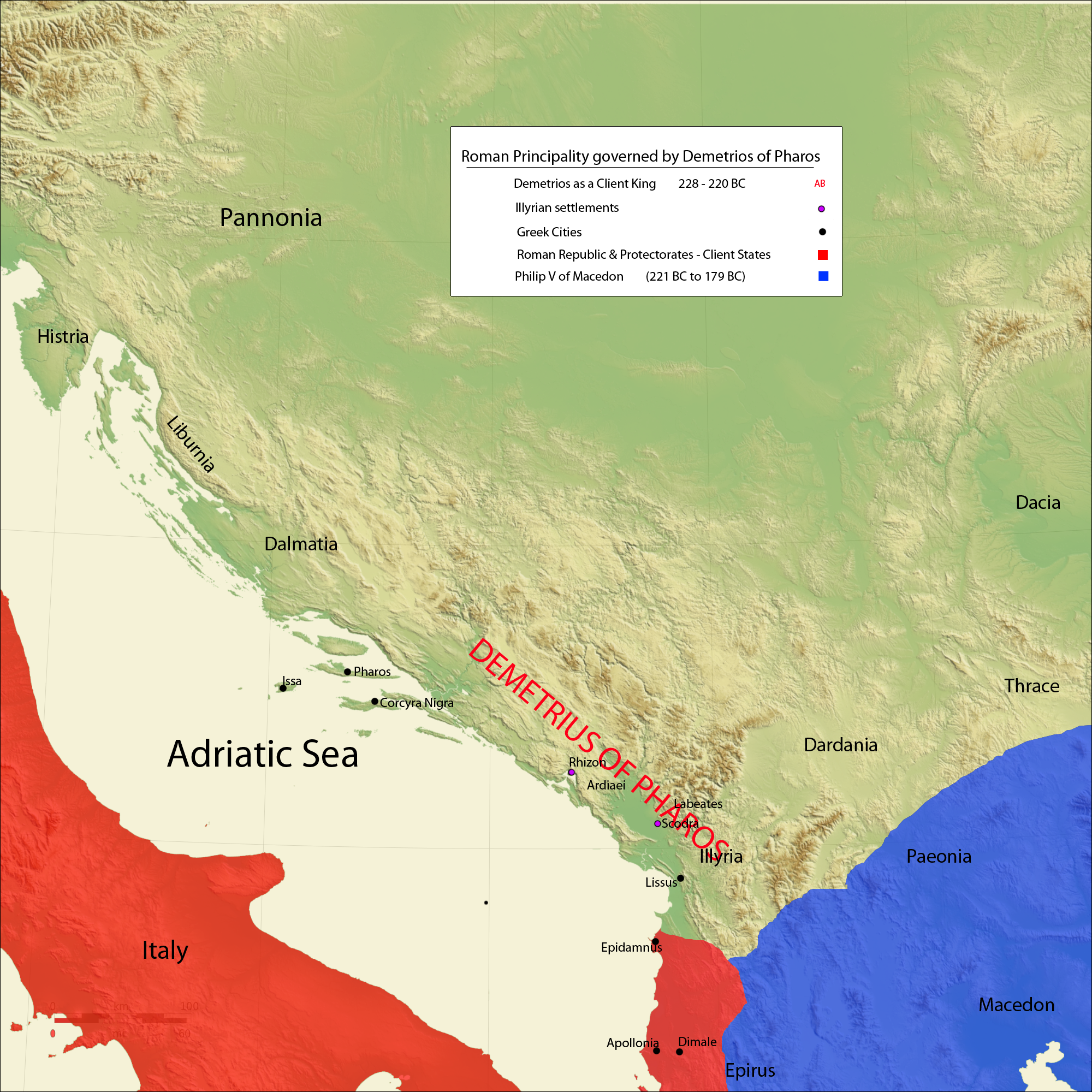